# Alan Whetton
Alan Whetton (Auckland, 15 de diciembre de 1959), también conocido como "AJ Whetton", es un exjugador neozelandés de rugby que integró la selección nacional, los All Blacks. Debutó en el rugby representativo con Auckland en 1981 y compartió equipo con su hermano gemelo, Gary Whetton, tanto en Auckland como posteriormente en los All Blacks. En sus primeros años se desempeñó en diversas posiciones, actuando como número ocho y segunda línea antes de establecerse principalmente como flanker. Su debut con los All Blacks se produjo en 1984, durante la gira por Australia, disputando su primer test match el 21 de julio frente a los Wallabies.
En 1986 participó en la polémica gira del combinado rebelde New Zealand Cavaliers a Sudáfrica, lo que le causó una suspensión de dos partidos. Para 1987 ya se había consolidado como titular en la selección. Se unió a la tercera línea junto a Buck Shelford y Michael Jones, trío que disputó trece test matches en conjunto. Formó parte de la exitosa campaña de la Copa Mundial de Rugby de 1987, en la que los All Blacks se coronaron campeones; Whetton anotó un try en cada uno de los partidos de la fase de grupos, así como en cuartos de final y semifinal.
Continuó como integrante de los All Blacks hasta la Copa Mundial de Rugby de 1991, torneo en el que el equipo fue eliminado por Australia en semifinales, encuentro que marcó su última aparición internacional. En el plano provincial, jugó su última temporada con Auckland en 1992, cerrando su carrera con 150 partidos para la provincia. Tras retirarse del rugby en Nueva Zelanda, fue jugador-entrenador del club japonés Kobe Steel (actual Kobelco Kobe Steelers) entre 1996 y 1999. Posteriormente trabajó como comentarista para la cadena neozelandesa TV3 durante la cobertura de la Copa Mundial de Rugby de 2007.
Fuera del terreno de juego, ha participado como presentador en el programa matutino de la emisora Solid Gold FM (conocido actualmente como The Sound) y ha estado vinculado al negocio de señalización deportiva. En el ámbito personal, está casado y tiene dos hijas.

## Estadísticas
| Categoría / Equipo      | Desde | Hasta | Partidos | Tries | Convers. | Penales | Drops | Puntos |
| ----------------------- | ----- | ----- | -------- | ----- | -------- | ------- | ----- | ------ |
| Provincial              |       |       |          |       |          |         |       |        |
| Auckland                | 1981  | 1992  | 150      | 55    | –        | –       | –     | 220    |
| Stu Wilson's XV         | 1984  | 1984  | 1        | –     | –        | –       | –     | –      |
| Subtotal provincial     |       |       | 151      | 55    | –        | –       | –     | 220    |
| Profesional             | –     | –     | –        | –     | –        | –       | –     | –      |
| Representativo          |       |       |          |       |          |         |       |        |
| New Zealand Barbarians  | 1983  | 1989  | 8        | 1     | –        | –       | –     | 4      |
| Probables               | 1983  | 1990  | 4        | 1     | –        | –       | –     | 4      |
| North Island            | 1983  | 1983  | 1        | –     | –        | –       | –     | –      |
| Possibles               | 1984  | 1984  | 1        | 1     | –        | –       | –     | 4      |
| All Blacks – Tests      | –     | –     | 35       | 10    | –        | –       | –     | 40     |
| All Blacks – Tours      | –     | –     | 30       | 16    | –        | –       | –     | 64     |
| All Blacks (total)      | 1984  | 1991  | 65       | 26    | –        | –       | –     | 104    |
| North Zone              | 1987  | 1988  | 3        | –     | –        | –       | –     | –      |
| Subtotal representativo |       |       | 82       | 29    | –        | –       | –     | 116    |

| Mundial                       | Sede          | Resultado     | PJ | Tries |
| ----------------------------- | ------------- | ------------- | -- | ----- |
| Copa Mundial de Rugby de 1987 | Nueva Zelanda | Campeón       | 6  | 5     |
| Copa Mundial de Rugby de 1991 | Inglaterra    | Tercer puesto | 5  | 1     |